# Мала Кохнівка
Мала́ Кохнівка — село в Україні, у Кременчуцькому районі Полтавської області. Входить до складу Кременчуцької міської громади. Населення становить 1154 осіб.

## Географія
Село Мала Кохнівка знаходиться за 2 км від лівого берега річки Дніпро, вище за течією примикає місто Кременчук, нижче за течією на відстані 2 км розташоване село Придніпрянське. Через село проходить автомобільна дорога Т 1711.

## Економіка
- Кременчуцька виправна колонія № 69.

## Об'єкти соціальної сфери
- Школа.

## Відомі люди
В селі похований Кобицький Сергій Леонідович (1974—2014) — солдат Збройних сил України, учасник російсько-української війни.